# Liste der badischen Landtagsabgeordneten für Teilgebiete des heutigen Landkreises Lörrach
Die Liste der badischen Landtagsabgeordneten für Teilgebiete des heutigen Landkreises Lörrach enthält jene Mitglieder der zweiten Kammer der Badischen Ständeversammlung, die in Wahlkreisen gewählt wurden, die heute zumindest teilweise zum Gebiet des heutigen Landkreises Lörrach gehören.
Für die Zeit von 1819 bis 1870 waren dies die Ämterwahlbezirke Säckingen, Laufenburg und Schönau (A7),
Schopfheim und Kandern (A8), Lörrach (A9) und Müllheim (A10).
Seit 1871 wurden die badischen Wahlbezirke nicht mehr wie von 1819 bis 1870 üblich mit separaten Nummernkreisen für Stadtwahlbezirke und Ämterwahlbezirke unterschieden, sondern nach geographischen Gesichtspunkten von Süden nach Norden fortlaufend von 1 bis 56 nummeriert.

## 1819 bis 1869/70
| Jahr    | A7 – Säckingen, Laufenburg, Schönau                                               | A8 – Schopfheim und Kandern           | A9 – Lörrach             | A10 – Müllheim              |
| ------- | --------------------------------------------------------------------------------- | ------------------------------------- | ------------------------ | --------------------------- |
| 1819    | Mathias Föhrenbach                                                                | Johann Friedrich Gottschalk           | Johann Georg Grether     | Nicolaus Blankenhorn        |
| 1820    | Mathias Föhrenbach                                                                | Friedrich Wilhelm Hitzig              | Johann Georg Grether     | Nicolaus Blankenhorn        |
| 1822    | Mathias Föhrenbach                                                                | Friedrich Wilhelm Hitzig              | Johann Georg Grether     | Nicolaus Blankenhorn        |
| 1825    | Franz Xaver Joseph Ackermann                                                      | Friedrich Wilhelm Hitzig              | Karl Christoph Sulzer    | Johannes Kaltenbach         |
| 1828    | Franz Xaver Joseph Ackermann                                                      | Friedrich Wilhelm Hitzig              | Karl Christoph Sulzer    | Johannes Kaltenbach         |
| 1831    | Fridolin Trötschler                                                               | Johann Caspar Marget                  | Johann Georg Grether     | Nicolaus Blankenhorn        |
| 1833    | Fridolin Trötschler                                                               | Johann Caspar Marget                  | Johann Georg Grether     | Nicolaus Blankenhorn        |
| 1835    | Fridolin Trötschler                                                               | Johann Michael Scheffelt              | Johann Georg Grether     | Nicolaus Blankenhorn        |
| 1837/38 | Ludwig Friedrich Eichrodt                                                         | Johann Michael Scheffelt              | Johann Georg Grether     | Nicolaus Blankenhorn        |
| 1839/40 | Johann Nepomuk Malzacher                                                          | Johann Michael Scheffelt              | Johann Georg Grether     | Nicolaus Blankenhorn        |
| 1841    | Johann Nepomuk Malzacher                                                          | Johann Michael Scheffelt              | Johann Georg Grether     | Nicolaus Blankenhorn-Krafft |
| 1842    | Ernst Friedrich Gottschalk                                                        | Johann Georg Schanzlin                | Johann Georg Grether     | Nicolaus Blankenhorn-Krafft |
| 1843–45 | Ernst Friedrich Gottschalk                                                        | Carl Mez                              | Johann Georg Grether     | Nicolaus Blankenhorn-Krafft |
| 1845/46 | Ernst Friedrich Gottschalk                                                        | Carl Mez                              | Johann Georg Grether     | Nicolaus Blankenhorn-Krafft |
| 1846    | Franz Joseph von Buß                                                              | Carl Mez                              | Johann Georg Grether     | Nicolaus Blankenhorn-Krafft |
| 1847–49 | Franz Joseph von Buß (Mandat 1848 niedergelegt, gefolgt von Johann Baptist Schey) | Carl Mez                              | Johann Michael Scheffelt | Nicolaus Blankenhorn-Krafft |
| 1850/51 | Johann Baptist Schey                                                              | Konrad Sutter                         | Eduard Kaiser            | Nicolaus Blankenhorn-Krafft |
| 1851/52 | Johann Baptist Schey                                                              | Konrad Sutter                         | Johann Georg Schanzlin   | Nicolaus Blankenhorn-Krafft |
| 1854    | Fridolin Lauber                                                                   | Georg Seufert                         | Johann Georg Schanzlin   | Nicolaus Blankenhorn-Krafft |
| 1855/56 | Fridolin Lauber                                                                   | Georg Seufert                         | Friedrich Rottra         | Nicolaus Blankenhorn-Krafft |
| 1857/58 | Fridolin Lauber                                                                   | Georg Seufert                         | Friedrich Rottra         | Nicolaus Blankenhorn-Krafft |
| 1857/58 | Fridolin Lauber                                                                   | Georg Seufert                         | August Lamey             | Nicolaus Blankenhorn-Krafft |
| 1859/60 | Fridolin Lauber                                                                   | Georg Seufert                         | August Lamey             | Nicolaus Blankenhorn-Krafft |
| 1861/63 | Johann Michael Thoma (Mandat 1862 niedergelegt, gefolgt von Johann Faller)        | Franz Philipp Freiherr von Roggenbach | August Lamey             | Johann Heidenreich          |
| 1863/65 | Johann Faller                                                                     | Franz Philipp Freiherr von Roggenbach | August Lamey             | Johann Heidenreich          |
| 1865/66 | Otto Sachs                                                                        | Franz Philipp Freiherr von Roggenbach | August Lamey             | Johann Heidenreich          |
| 1867/68 | Otto Sachs                                                                        | Ludwig Lichtenberger                  | August Lamey             | Johann Heidenreich          |
| 1869/70 | Reinhold Baumstark                                                                | Ludwig Lichtenberger                  | August Lamey             | Johann Heidenreich          |

Legende:
- A7 | Wahlbezirk der Ämter Säckingen, Laufenburg und Schönau
- A8 | Wahlbezirk der Ämter Schopfheim und Kandern
- A9 | Wahlbezirk des Amtes Lörrach
- A10| Wahlbezirk des Amtes Müllheim

## Badische verfassunggebende Versammlung von 1849
Wahlbezirk V.: Bezirksamt Schopfheim, Bezirksamt Lörrach, Bezirksamt Säckingen
- Jakob Glaser
- Johann Jakob Kammüller
- Karl Ritter[3]
- Johann Michael Scheffelt

## 1871/72 bis 1903/04
| Jahr      | 8 – St. Blasien, Schönau                                                    | 10 – Lörrach                            | 11 – Schopfheim           | 12 – Müllheim             |
| --------- | --------------------------------------------------------------------------- | --------------------------------------- | ------------------------- | ------------------------- |
| 1871/72   | Otto Sachs (NL)                                                             | Markus Pflüger (NL)                     | Wilhelm Fleiner (NL)      | Johann Heidenreich (NL)   |
| 1873/74   | Otto Sachs (NL)                                                             | Markus Pflüger (NL)                     | Albert Geiger (NL)        | Johann Heidenreich (NL)   |
| 1875/76   | Berthold Thoma (NL)                                                         | Markus Pflüger (NL)                     | Albert Geiger (NL)        | Johann Heidenreich (NL)   |
| 1877–79   | Gustav Häusler (NL) 1878 zurückgetreten, gefolgt von Karl Eduard Thoma (NL) | Markus Pflüger (NL)                     | Georg Josef Seybel (NL)   | Johann Heidenreich (NL)   |
| 1879/80   | Adolf Ernst Birkenmayer (KVP)                                               | Markus Pflüger (NL)                     | Georg Josef Seybel (NL)   | Karl Wilhelm Däublin (NL) |
| 1881/82   | Adolf Ernst Birkenmayer (KVP)                                               | Markus Pflüger (NL)                     | Karl Grether (NL)         | Karl Wilhelm Däublin (NL) |
| 1883/84   | Ernst Friedrich Krafft (NL)                                                 | Markus Pflüger (NL)                     | Karl Grether (NL)         | Karl Wilhelm Däublin (NL) |
| 1885/86   | Ernst Friedrich Krafft (NL)                                                 | Emil August Friedrich Fieser (NL)       | Karl Grether (NL)         | Karl Wilhelm Däublin (NL) |
| 1887      | Ernst Friedrich Krafft (NL)                                                 | Emil August Friedrich Fieser (NL)       | Karl Grether (NL)         | Karl Wilhelm Däublin (NL) |
| 1887/88   | Ernst Friedrich Krafft (NL)                                                 | Karl Dreher (NL)                        | Karl Grether (NL)         | Hermann Blankenhorn (NL)  |
| 1889/90   | Ernst Friedrich Krafft (NL)                                                 | Karl Dreher (NL)                        | Georg Peter Weygoldt (NL) | Hermann Blankenhorn (NL)  |
| 1891/92   | Adolf Ernst Birkenmayer (Zentrum)                                           | Karl Dreher (NL)                        | Georg Peter Weygoldt (NL) | Hermann Blankenhorn (NL)  |
| 1893/94   | Adolf Ernst Birkenmayer (Zentrum)                                           | Karl Dreher (NL)                        | Georg Peter Weygoldt (NL) | Maximilian Wechsler (NL)  |
| 1895/96   | Adolf Ernst Birkenmayer (Zentrum)                                           | Karl Dreher (NL)                        | Georg Peter Weygoldt (NL) | Ernst Blankenhorn (NL)    |
| 1897      | Adolf Ernst Birkenmayer (Zentrum)                                           | Karl Dreher (NL)                        | Georg Peter Weygoldt (NL) | Ernst Blankenhorn (NL)    |
| 1897–99   | Adolf Ernst Birkenmayer (Zentrum)                                           | Johann Hagist (Freisinnige Volkspartei) | Georg Peter Weygoldt (NL) | Ernst Blankenhorn (NL)    |
| 1899–1900 | Adolf Ernst Birkenmayer (Zentrum)                                           | Johann Hagist (Freisinnige Volkspartei) | Georg Peter Weygoldt (NL) | Ernst Blankenhorn (NL)    |
| 1901/02   | Adolf Ernst Birkenmayer (Zentrum)                                           | Karl Dreher (NL)                        | Georg Peter Weygoldt (NL) | Ernst Blankenhorn (NL)    |
| 1903/04   | Adolf Ernst Birkenmayer (Zentrum)                                           | Karl Dreher (NL)                        | Georg Peter Weygoldt (NL) | Ernst Blankenhorn (NL)    |

Legende ab 1871
- 8  | Wahlbezirk des Amtes St. Blasien mit Teilen der Ämter Schönau und Neustadt
- 10 | Wahlbezirk des Amtes Lörrach (ohne Stetten)
- 11 | Wahlbezirk des Amtes Schopfheim mit Teilen der Ämter Säckingen und Schönau
- 12 | Wahlbezirk des Amtes Müllheim mit Teilen des Amtes Staufen

- NL | Nationalliberale Partei
- Zentrum | Deutsche Zentrumspartei
- KVP | Katholische Volkspartei (Baden)

## 1905/06 bis 1917/18
| Jahr    | 10 – Säckingen, Schopfheim        | 12 – Lörrach                | 13 – Schopfheim, Schönau                                          | 14 – Müllheim, Lörrach      |
| ------- | --------------------------------- | --------------------------- | ----------------------------------------------------------------- | --------------------------- |
| 1905/06 | Adolf Ernst Birkenmayer (Zentrum) | Rudolf Obkircher (NL)       | Georg Peter Weygoldt (NL)                                         | Ernst Blankenhorn (NL)      |
| 1907/08 | Adolf Ernst Birkenmayer (Zentrum) | Rudolf Obkircher (NL)       | Georg Peter Weygoldt (NL) ( 16. Dezember 1907) Heinrich Ries (NL) | Ernst Blankenhorn (NL)      |
| 1909/10 | Adolf Ernst Birkenmayer (Zentrum) | Rudolf Obkircher (NL)       | Georg Peter Weygoldt (NL) ( 16. Dezember 1907) Heinrich Ries (NL) | Ernst Blankenhorn (NL)      |
| 1909/10 | Jonas Dieterle (Zentrum)          | Friedrich Breitenfeld (SPD) | Adolf Müller (SPD)                                                | Ernst Koger (NL)            |
| 1911/12 | Jonas Dieterle (Zentrum)          | Friedrich Breitenfeld (SPD) | Adolf Müller (SPD)                                                | Ernst Koger (NL)            |
| 1913/14 | Karl Albietz (Zentrum)            | Karl Ringwald (NL)          | Eduard Herbster (NL)                                              | Ernst Koger (NL)            |
| 1915    | Karl Albietz (Zentrum)            | Karl Ringwald (NL)          | Friedrich Wilhelm Bock (NL)                                       | Ernst Koger (NL)            |
| 1915–17 | Karl Albietz (Zentrum)            | Karl Ringwald (NL)          | Eduard Herbster (NL)                                              | Friedrich Wilhelm Bock (NL) |
| 1917/18 | Karl Albietz (Zentrum)            | Karl Ringwald (NL)          | Eduard Herbster (NL)                                              | Friedrich Wilhelm Bock (NL) |

Legende ab 1905/06
- 10 | Wahlkreis des Amtes Säckingen mit Gemeinden der Ämter Waldshut und Schopfheim
- 12 | Wahlkreis mit Gemeinden des Amtes Lörrach
- 13 | Wahlkreis mit Gemeinden der Ämter Schopfheim und Schönau
- 14 | Wahlkreis des Amtes Müllheim mit Gemeinden der Ämter Lörrach und Staufen